# Montreuil-la-Cambe
Montreuil-la-Cambe är en kommun i departementet Orne i regionen Normandie i nordvästra Frankrike. Kommunen ligger i kantonen Trun som tillhör arrondissementet Argentan. År 2022 hade Montreuil-la-Cambe 80 invånare.

## Befolkningsutveckling
Antalet invånare i kommunen Montreuil-la-Cambe
| Referens: INSEE |